# Reserva natural del Cabo de San Antonio
El cabo de San Antonio es un cabo de la provincia española de Alicante, en la Comunidad Valenciana. Está situado entre los municipios de Jávea y Denia. Se trata de uno de los sectores más orientales de la provincia de Alicante, siendo el último apéndice del Prebético y encontrando acantilados verticales que superan en algunas zonas los 150 m sobre el nivel del mar. Forma parte del parque natural del Macizo del Montgó y a sus pies se encuentra la reserva marina del Cabo de San Antonio. En 2014, un incendio quemó buena parte del cabo.

## Datos básicos
El parque natural del Macizo del Montgó, donde se encuentra el Cabo de San Antonio, ocupa una extensión de 2117.68 hectáreas, y fue declarado parque natural por la Generalidad Valenciana el 16 de marzo de 1987. En noviembre del año 2002 se regula una zona de amortiguación de impactos de 5386.31 ha alrededor del macizo, y se amplía la zona protegida a un total de 7503.99 ha.
Esta zona fue declarada el 9 de noviembre de 1993 de interés pesquero, además debido a la diversidad tanto de ambientes como de seres vivos en sus fondos marinos, se declara reserva natural marina por la Ley 11/1994. Ocupa una extensión de 110 hectáreas, situadas frente a las localidades de Jávea y Denia. 
En el extremo del cabo, en su parte superior, se encuentra el faro (encendido por primera vez en 1855), junto a un mirador desde el que se puede ver al norte la ciudad de Denia y el Golfo de Valencia, y al sur la bahía de Jávea. Sus acantilados alcanzan alturas de más de 150 m s. n. m.

### Accesorios
El parque natural del Macizo del Montgó se encuentra entre las localidades de Jávea y Denia, es fácilmente accesible por la AP-7 y la N-332.

## Historia
En el siglo XVI, los eremitas lo eligieron como lugar de recogimiento, fundando la ermita de San Antonio que, a la postre, dio nombre al cabo.
El 11 de septiembre de 2014, un incendio quemó buena parte del cabo.

## Medio físico
El cabo de San Antonio forma parte del parque natural del Macizo del Montgó, situado entre Denia y Jávea. Por otra parte, la reserva marina situada a sus pies protege una zona de transición entre las costas bajas y arenosas con materiales detríticos del golfo de Valencia y los acantilados de hasta 150 metros típicos del norte de la provincia de Alicante y que se encuentran protegidos mediante el parque natural del macizo de Montgó. Estos factores propician un variado relieve submarino que posibilita la existencia de varios ecosistemas.

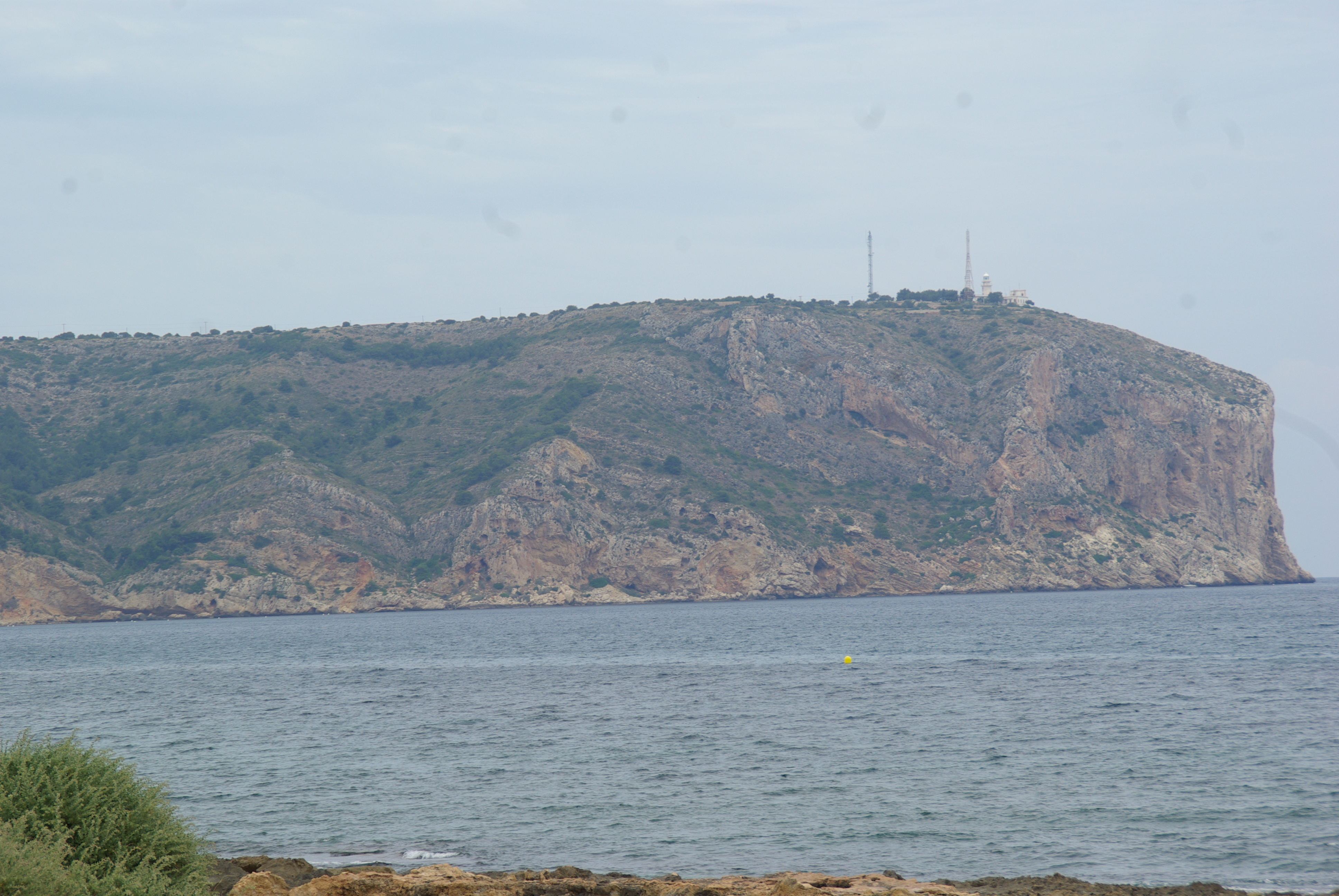
Vista del Cabo de San Antonio desde Jávea.

### Geología
El Montgó y el cabo de San Antonio pertenecen a la última unidad del sector Prebético. Los materiales que se pueden observar están datados entre el cretáceo inferior y el cuaternario. Se trata de una suave flexión sinclinal, un poco volcada al norte y truncada por dos fallas, una en el norte (Denia) y otra en el sur (Jávea) de fuerte desplazamiento vertical y orientación aproximada este-oeste. Los agentes erosivos han ido esculpiendo en la caliza su morfología actual. Destacan los acantilados del cabo de San Antonio, modelados por la constante erosión del mar contra la dura roca.

### Clima
El cabo de San Antonio se encuentra en la divisoria climática de dos variantes del clima mediterráneo occidental, y estaría incluido en un sector con “clima de la llanura litoral lluviosa”, caracterizado por una notable pluviometría, con una media de 700 mm anuales con un pico de precipitaciones máximo otoñal, y un período de acusada sequía estival. Entre el 1 y el 2 de octubre de 1957 se recogieron 878 litros por metro cuadrado en la estación del Cabo de San Antonio, dato validado por AEMET.

## Flora
En los acantilados del cabo de San Antonio encontramos especies adaptadas a vivir en grietas y rellanos del acantilado, y a la salinidad. Muchas de estas plantas son endémicas de esta zona. Así encontramos especies tan interesantes como la silene de Ifach, el enebro marino, la alfalfa arbórea o la herba santa. Mencionar también la flora marina, comunidades vegetales bentónicas, con multitud de especies de algas que crecen en las rocas y submarinos, como son: Padinia pavonica, Cystoseira mediterranea o los curiosos Codium bursa. Destaca aquí una comunidad vegetal que ocupa un lugar preferente: las praderas de Posidonia oceanica. Se trata de una fanerógama, conocida por las grandes cantidades de hojas secas, con forma de cintas, de unos 30 cm que los temporales depositan sobre las playas. Esta especie es responsable de uno de los ecosistemas submarinos de mayor importancia y es indicativa de buena salud en las aguas. Las praderas que forman estas plantas albergan multitud de especies a las que sirve de alimento, refugio, lugar de puesta, etc.

## Fauna
En los acantilados marinos del cabo de San Antonio se pueden encontrar especies de ave como el cormorán, el halcón peregrino, la gaviota patiamarilla y la gaviota de Audouin, entre otras. La fauna de la reserva marina es muy variada, destacando especies como el pulpo, el mero, la gaviota, la cigarra de mar, el corvallo y la dorada.

## Actividades tradicionales
Hasta la gran revolución que supuso el turismo en el último tercio del pasado siglo, las actividades económicas que tradicionalmente se realizaban en la zona fueron: la agricultura, la pesca, el comercio marítimo y la artesanía del palmito. Los principales cultivos eran de secano: vides, olivos, algarrobos, higueras y almendros. El mar Mediterráneo ha ofrecido sus abundantes frutos a las diferentes generaciones de pescadores. Peces, moluscos y mariscos han formado parte del aporte proteico básico para la población de los municipios de la comarca. En la actualidad estos usos tradicionales se encuentran en grave peligro de desaparición, debido a los cambios en la economía de la comarca que, centrada en el turismo y la construcción.